# 27e législature du Québec
La 27e législature du Québec a été élue lors de l'élection générale québécoise de 1962.